# Introducción de la disyunción
Introducción de la disyunción o adición es una simple forma de argumento válido, una inferencia inmediata y una regla de inferencia de la lógica proposicional. La regla hace posible la introducción de disyunciones de pruebas lógicas. Es la inferencia de que si P es verdad, entonces P o Q tiene que ser verdad. 
A modo de ejemplo: 
Sócrates es un hombre.
Por lo tanto, o bien Sócrates es un hombre o unos cerdos están volando en formación sobre el canal inglés.
La regla se puede expresar como:
{\displaystyle {\frac {P}{\therefore P\lor Q}}}
donde la regla es que cada vez que aparecen las instancias de {\displaystyle P} en las líneas de se puede colocar en una prueba, {\displaystyle P\lor Q} en una línea posterior.
En la lógica paraconsistente, la introducción de la disyunción es controversial porque, en combinación con otras reglas de la lógica, conduce a la explosión: todo se vuelve demostrable (véase compensaciones en la lógica paraconsistente).

## Notación formal
La regla de introducción de la disyunción puede escribirse en la notación subsiguiente:
{\displaystyle P\vdash (P\lor Q)}
donde {\displaystyle \vdash } es un símbolo metalógico que significa que {\displaystyle P\lor Q} es una consecuencia sintáctica de {\displaystyle P} en algún sistema lógico;
y se expresa como una tautología funcional verdadera o teorema de la lógica proposicional:
{\displaystyle P\to (P\lor Q)}
donde {\displaystyle P} y {\displaystyle Q} son proposiciones expresadas en algún sistema formal.